# Cohiba (marca de cigars)
Cohiba és una marca per a dos tipus de cigars prèmium, produïts a Cuba per a Habanos SA, l'empresa de tabac de propietat estatal cubana, i també a la República Dominicana per General Cigar Company aquesta amb seu als Estats Units.
La marca cubana està farcida de tabac que prové de la regió de la Vuelta Abajo de Cuba que ha passat un procés de fermentació addicional. Cuban Cohiba es va establir el 1966 com una marca privada de producció limitada subministrada exclusivament a Fidel Castro i funcionaris d'alt nivell del Partit Comunista de Cuba i del govern cubà. Sovint donada com a obsequi diplomàtic, la marca Cohiba va desenvolupar gradualment un estatus de "culte". Va ser llançat per primera vegada comercialment per a la venda al públic el 1982. El Cohiba Siglo VI ha rebut algunes de les puntuacions més altes de la línia de ressenyes a cegues, incloent-hi un 93 de Cigar Aficionado i un 90 de Blind Man's Puff.
La marca nord-americana Cohiba va ser registrada als Estats Units per la General Cigar Company l'any 1978 i des de 1997 s'han produït cigars amb aquesta marca per al mercat americà a la República Dominicana a gran escala. Aquest Cohiba està relacionat amb el producte cubà només de nom, no conté tabac cubà i, per tant, és l'únic "Cohiba" que es pot vendre legalment als Estats Units.

## Cohiba cubana

### Història
Els orígens de Cuban Cohiba es remunten a mitjans dels anys 60, quan un guardaespatlles de Fidel Castro va compartir part del seu subministrament privat de cigars fets per un artesà local anomenat Eduardo Rivera. Aquests cigars van agradar tant a Castro que es va fer una producció especial de la barreja sense marca, produïda sota estricta seguretat, per a Castro i altres alts funcionaris del govern.

Com el mateix Castro va recordar l'any 1994:
Vaig veure l'home fumant un cigar molt aromàtic i molt agradable, i li vaig preguntar de quina marca fumava. Em va dir que era una barreja especial, però que venia d'un amic que fa cigars i els regalava. Li vaig dir "anem a trobar aquest home". Vaig provar el cigar, i el vaig trobar tan bo que ens vam posar en contacte amb ell i li vam preguntar com l'havia fet, i El Laguito ens va explicar la barreja de tabac que utilitzava. També ens va parlar de les embolcalls que utilitzava i d'altres coses i així es va fundar la fàbrica ara anomenada Cohiba que és reconeguda a tot el món”.
La producció de cigars especials per als alts funcionaris en condicions d'estricta seguretat va rebre un impuls addicional pels temors als esforços en curs d'assassinat de la CIA contra Fidel i Raúl Castro i el Che Guevara. Ara se sap que el departament de serveis tècnics de l'agència va treballar en el desenvolupament de cigars explosius com a mitjà d'assassinat des de principis dels anys seixanta.
Abans que la distintiva banda groc i negre de la Cohiba es convertís en una insígnia de la plutocràcia, era el fum preferit de l'elit revolucionària de Cuba […] Aviat, aquests cigars llargs i elegants es van convertir en una part de l'aspecte revolucionari tant com el pèl facial i la fatiga militar, i gràcies a la declaració de Che Guevara que mai havia fumat un cigar millor.
La marca Cuban Cohiba es va llançar formalment l'any 1968 sota la direcció de Cubatabaco, l'oficina de màrqueting de tabac de l'estat cubà. El cap de Cubatabaco va demanar a Avelino Lara, cap de la fàbrica El Laguito, que creés una nova mescla super prèmium que es diferenciés de tots els cigars cubans existents anteriorment. Durant els primers anys de producció només es produïen uns quants milers de caixes anualment, reservades per a l'ús d'alts funcionaris del govern i sovint regalades com a obsequis diplomàtics.
La marca Cuban Cohiba es va llançar com a marca de cigars prèmium als mercats fora dels EUA l'any 1982 juntament amb la Copa del Món de 1982 celebrada a Espanya. En el moment del seu primer llançament públic, la marca Cohiba constava de només tres vitoles (o mides): la Panetela, la Corona Especial i la Lancero. L'any 1989 s'hi van afegir tres vitoles més: la Robusto, l'Exquisito i l'Espléndido. Aquests sis primers es coneixen ara col·lectivament com a Línia Clàssica de la companyia.
L'any 1992 Habanos SA va llançar les primeres mides en el que anomena Línea 1492, commemorant Cristòfor Colom i el seu viatge a les Amèriques, amb cada talla batejada per un segle des del descobriment de Colom. El llançament inicial incloïa el Siglo I, Siglo II, Siglo III, Siglo IV i Siglo V, amb un Siglo VI afegit el 2002.
A més de la producció regular, Habanos SA llança regularment cigars Cohíba de sèrie limitada per a esdeveniments com el Festival anual d'Habanos, els aniversaris de la marca i el llançament anual d'Edición Limitada (edició limitada) de mides especials de les seves diferents marques de cigars embolicats en una fulla vintage més fosca. El 2007, Habanos va llançar una nova línia de Cohibas embolicades amb maduro, anomenada "Maduro 5", en tres mides.
La marca cubana Cohiba també porta dos cigarrets d'extensió fabricats a màquina: el Mini i el Club.
Habanos SA ha utilitzat la seva marca Cohiba per a productes que no són cigarrets, fabricant cigarrets Cohiba des de 1987 i Extra Cohiba Cognac des de 1999.
L'any 1992 es van produir aproximadament 3,4 milions de cigars a Cuba amb l'etiqueta Cohiba, d'una producció total d'exportació de cigars cubans d'aproximadament 60 milions de peces.

### Tabacs

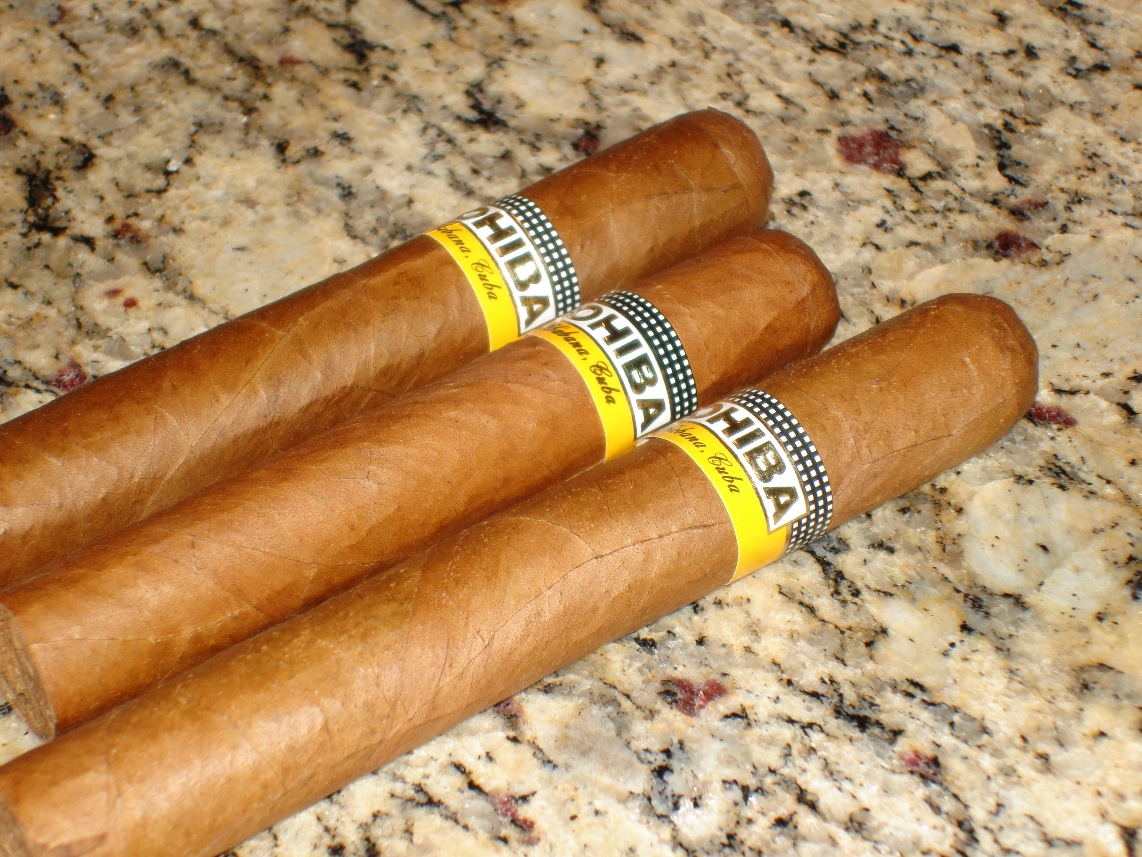
Tres cigars Cohiba autèntics fets a Cuba.

Històricament, se sap que els cohibas cubans utilitzen alguns dels millors tabacs de cigar disponibles a Cuba. El tabac per a Cohiba se selecciona de les millors Vegas Finas de Primera (camps de tabac de primera classe) a les zones de San Luis i San Juan y Martínez de la regió de la Vuelta Abajo a la província de Pinar del Río. L'any 1992 només es van utilitzar 10 camps acuradament seleccionats per un total d'unes 700 acres per a la producció de la marca Cohiba, i la seva ubicació exacta és un secret comercial acuradament guardat. La producció d'aquests camps se selecciona a més per la qualitat, amb la producció de només cinc d'aquests camps utilitzats en la producció de Cohiba en un any mitjà.
El tabac utilitzat per omplir els cigars és únic entre les marques cubanes a causa d'una tercera fermentació especial en bótes de fusta a la fàbrica El Laguito, destinada a produir un sabor més suau que altres cigars. Originalment tots els Cohibas es feien a la fàbrica El Laguito, una mansió situada als afores de l'Havana convertida en una escola de cigars per a dones l'any 1961. La producció d'algunes vitoles de Cohiba es va ampliar posteriorment a la fàbrica Partagas de l'Havana, que fabrica el seu producte Cohiba a partir de tabac premesclat rebut d'El Laguito.
Els cigars Cohiba acostumen a ser de sabor mitjà a complet.

### Vitolasa la línia Cohiba

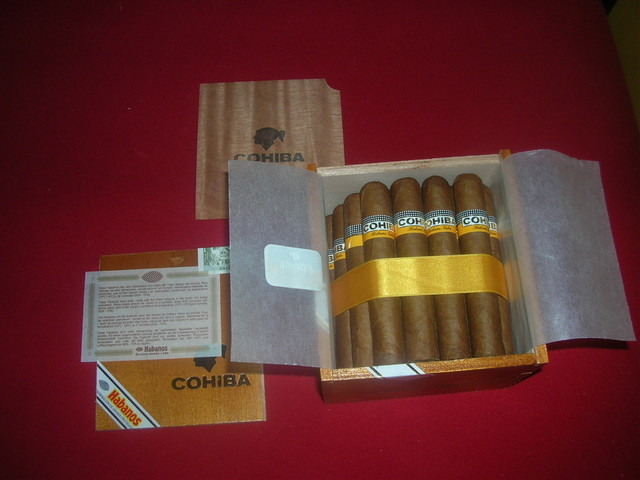
Una caixa d'armari amb tapa lliscant de Cohiba Robustos.

La següent llista de vitoles de sortida (vitoles comercials) de la marca Cohiba enumera la seva mida i calibre d'anell en imperial (i mètrica), les seves vitoles de galera (vitoles de fàbrica) i el seu nom comú en l'argot de cigars americà.
Cicle La Línia Clásica
- Corona Especial - 6" × 38 (152 × 15,08 mm), Laguito núm. 2, una panetela
- Espléndido - 7" × 47 (178 × 18,65 mm), Julieta núm. 2, un churchill
- Exquisit -4 7⁄8 " × 33 (124 × 13,10 mm), Seoane, una petita panetela
- Lancero -7 1⁄2 " × 38 (191 × 15,08 mm), Laguito núm. 1, una panetela llarga
- Panetela -4 1⁄2 " × 26 (114 × 10,32 mm), Laguito núm. 3, una petita panetela
- Robusto -4 7⁄8 " × 50 (124 × 19,84 mm), Robusto, un robusto

Sèrie La Línea 1492
- Segell I - 4" × 40 (102 × 15,88 mm), Perla, a petit corona
- Segle II -5 1⁄8 " × 42 (130 × 16,67 mm), Mareva, a petit corona
- Segle III -6 1⁄8 " × 42 (156 × 16,67 mm), Corona Grande, una corona llarga
- Segle IV -5 5⁄8 " × 46 (143 × 18,26 mm), Corona Gorda, una gran corona
- Segell V -6 3⁄4 " × 43 (171 × 17,07 mm), Dalia, un lonsdale
- Siglo VI -5 7⁄8 " × 52 (149 × 20,64 mm), Cañonazo, un extra robusto

La Sèrie Maduro 5
- Genis -5 1⁄2 " × 52 (140 × 20,64 mm), Estupendos, un extra robusto
- Magicos -4 1⁄2 " × 52 (114 × 20,64 mm), Magicos, a petit robusto
- Secretos -4 3⁄8 " × 40 (111 × 15,88 mm), Reyes, a petit corona

La sèrie Behike
- Calibre d'anell BHK 52 × 119 mm de llargada
- Calibre de banda BHK 54 × 144 mm de llargada
- Calibre de banda BHK 56 × 166 mm de llargada

Edició Limitada Estrenes
- Doble corona (2003) -7 5⁄8 " × 49 (194 × 19,45 mm), Prominente, una doble corona
- Sublim (2004) -6 1⁄2 " × 54 (165 × 21,43 mm), Sublim, un doble robusto
- Pirámide (2001/reestrena el 2006) -6 1⁄8 " × 52 (156 × 20,64 mm), Piràmide, una piràmide

Edicions especials
- Reserva del Mil·lenni Piràmide -6 1⁄8 " × 52 (156 × 20,64 mm), Piràmide, una piràmide
- Fes una caminada -7 1⁄2 " × 52 (191 × 20,64 mm), Behike, un robusto doble

## Companyia General de Cigars Cohiba
Amb la nacionalització de la indústria del tabac cubana juntament amb altres negocis després de la Revolució Cubana, molts fabricants de cigars van fugir de l'illa i van començar a cultivar tabac a la República Dominicana, Hondures i Nicaragua, portant-se amb ells les marques dels seus cigars. La indústria cubana va sostenir que els noms de marca eren propietat de la nació, però, va resultar l'ús paral·lel de la mateixa marca. A més, la incertesa de les marques postrevolucionàries i l'⁣embargament dels Estats Units contra tots els productes cubans van fer possible el rellançament d'altres marques cubanes per part d'empreses privades d'altres països.
La General Cigar Company, una empresa privada que no té cap relació amb la indústria cubana de cigars, va registrar per primera vegada el nom Cohiba als Estats Units el 1978 i, posteriorment, va començar a vendre cigars amb la marca Cohiba a aquest país als anys vuitanta. La fabricació i les vendes de la marca de General Cigar es van expandir significativament durant el boom de cigars dels anys 90, amb el producte de General Cigar conegut col·loquialment com a "Red Dot Cohiba", a causa del punt vermell al mig de la "O" a "Cohiba" a les seves bandes i caixes.
En resposta a l'ús del nom Cohiba per part de General Cigar, Cubatabaco, l'empresa governamental encarregada dels cigars i la meitat propietària de Habanos SA juntament amb Altadis SA, va llançar una campanya legal de llarga durada per revocar la marca registrada de General Cigar.
Aquestes disputes legals es van resoldre el 19 de juny de 2006, quan la Cort Suprema dels EUA va denegar la petició de Cubatabaco. Com a resultat, la decisió del febrer de 2005 del Tribunal d'Apel·lacions del 2n Circuit dels Estats Units (Docket #04-2527), que va confirmar la propietat exclusiva de General Cigar Company de la marca comercial Cohiba als Estats Units, és definitiva. Els cigars Cohiba de General Cigar ara tenen una exempció de responsabilitat a les caixes que no estan afiliats de cap manera a la marca cubana.
No obstant això, el govern dels Estats Units, en un escrit d'amicus curiae presentat al Tribunal Suprem, va reconèixer que Cubatabaco podria demanar permís al govern dels EUA per a la protecció judicial de la marca a l'Oficina de Control d'Actius Estrangers del Departament del Tresor, que administra l'embargament dels EUA. Cubatabaco ha manifestat que tenen la intenció de seguir aquesta línia d'acció.
En una entrevista del novembre de 1992, el director de Cubatabaco, Francisco Padrón, va indicar que en cas que s'acabés l'embargament nord-americà de productes cubans, el retorn de la marca Cohiba a Cubatabaco seria un requisit previ per a qualsevol acord de distribució futur amb General Cigar Co: "La primera condició seria que ens hagin de passar el nom de la marca. Aquesta és la primera condició, si no, oblideu-ho de seguida" digué Padrón.
El 25 de febrer de 2015, la Cort Suprema dels Estats Units va lliurar a Cuba una victòria sobre el seu litigi de cigars. La Cort Suprema dels Estats Units es va negar a intervenir en una llarga batalla entre una empresa nord-americana i cubana per la marca comercial de cigars Cohiba. En negar-se a conèixer un recurs, el màxim tribunal del país deixa intacte la sentència a favor de la firma cubana.
A causa d'un embargament comercial dels EUA amb Cuba, Cubatabaco no pot vendre els seus cigars Cohiba als Estats Units mentre es venen a tot el món i a Cuba. L'empresa nord-americana General Cigar ven els seus cigars Cohiba produïts a la República Dominicana als EUA. La disputa legal és sobre si l'empresa cubana té dret a impugnar la marca de General Cigar als EUA, malgrat l'embargament, segons informà l'Agence France Presse.
General Cigar va obtenir un registre nord-americà per a Cohiba el 1981 i un segon registre el 1995. Cubatabaco tenia la marca registrada a Cuba l'any 1972. A finals dels anys 70, va començar a registrar el logotip fora de Cuba, a 115 països, però se li va prohibir vendre mercaderies als EUA pel Reglament de Control d'Actius de Cuba (CACR). En el cas, Cubatabaco va argumentar que el CACR no només va impedir que l'empresa vengués als EUA, sinó que també va impedir que impugnar els registres de General Cigar.
El juny de 2014, el Tribunal d'Apel·lacions del Circuit Federal dels Estats Units va donar la raó a l'empresa cubana donant-li legitimitat per sol·licitar la cancel·lació dels registres que bloquegen la seva pròpia capacitat de registrar marques. El cas es traslladaria llavors a la Junta de Judici i Apel·lació de Marques.
El repte arriba dos mesos després que el president Obama anunciés al desembre que planejava afluixar algunes de les restriccions entre els EUA i Cuba, inclosa la flexibilització de l'embargament comercial de dècades.
Amb una flexibilització de les restriccions de viatge entre els EUA i Cuba, els visitants nord-americans podrien comprar i endur-se a casa fins a 100 cigars.